# حمله با خودرو ۲۰۱۸ مونستر
حمله با خودرو ۲۰۱۸ مونستر آلمان روز شنبه ۷ آوریل رخ داد. در این حمله راننده با خودرو به میان جمعیت رفت و در نتیجه چندین نفر کشته و ۳۰ نفر زخمی شدند. راننده حمله‌کننده نیز با شلیک گلوله خود را کشت.

## شرح واقعه
شنبه ۷ آوریل ۲۰۱۸ فردی با یک ون در شهر مونستر آلمان به میان جمعیت حمله کرد. مونستر در شمال غربی آلمان و ۶۰ کیلومتری شمال دورتموند با ۳۰۰۰۰۰ جمعیت است.

## تلفات
در این واقعه دست‌کم ۳ نفر کشته و ۳۰ نفر زخمی شدند. راننده حمله‌کننده بعد از متوقف شدن خودرو خود را با شلیک گلوله کشت.
حال ۶ نفر از زخمی‌ها وخیم است.

## پیشینه
دو سال پیش ۱۹ دسامبر ۲۰۱۶ در برلین آلمان یک کامیون در بازارچه کریسمس به میان جمعیت رفت و ۱۲ نفر را کشت و ۴۸ نفر را زخمی کرد.